# Чавка
 Тази статия е за птицата.  За селото в Южна България вижте Чавка (село).  
Чавката (Coloeus monedula), наричана още обикновена гарга или само гарга, в някои райони на Северна България е известна като галица. Дребна птица, най-дребният и най-широко разпространен представител на семейство Вранови.

## Описание
С дължина от 34 до 39 см е един от средно големите видове в разред Врабчоподобни.
Без ясен полов диморфизъм. По-голямата част от оперението ѝ е черно или сиво-черно. Крайчетата на крилата са без „пръсти“. При възрастните и младите по-голямата част от главата и тялото са матово сажденочерни, а бузите, темето, тила и горната част на гърдите са светлосиви до сиво-сребристи. Ирисът ѝ е сивкавобял или сребристобял, като е единственият представител на рода извън австралоазиатския регион, който има тази особеност. При младите индивиди ирисът се откроява по-малко.
Има къс и масивен клюн.
Птицата е общителна, лети по двойки (мъжка и женска) или в по-големи групи, въпреки че двойките птици летят заедно вътре в ятото. Лети обикновено направо с по-чести махове от другите вранови.
Гласовита, обажда с металическо „чияк-чияк-чияк“ „кияк-кияк“. Изключително разнообразни звуци според настроението. Когато иска да заплашва прави хъскане издишвайки през ноздрите и щрака с клюн.

## Разпространение
Чавката е разпространена в много обширни области – от Северозападна Африка до практически цяла Европа, Иран, Северозападна Индия и Сибир. Живее в залесените степи, в гористите местности, в обработваемите земи, по крайбрежните скали и в селата и градовете.

## Хранене
Храни се най-вече с това, което намери на земята, но намира храна и по дърветата. Яде насекоми и други безгръбначни, зърна и семена на бурени, остатъци от храните на хората и изхвърлена на брега риба. Гледани в неволя могат да се хранят с храна за котки и кучета, както разкисната във вода така и суха. Имат изявено предпочитание към сготвената храна спрямо суровата (риба и пилешко).
Чавката се храни и с мърша.

## Гнездене
Обикновено гнезди на многобройни шумни колонии в кухините на дърветата, по скали или порутени сгради, а понякога и в гъсти иглолистни гори. Снася от 4–5 яйца, които мъти за около 17–18 дена, а на малките им порастват пера след около 30–35 дена.
Ако случайно по време на буря или при пролитане изпадне от гнездото пиле родителите, както и членове от ятото продължават да го обгрижват. При опит за вземане или нападение на изпадналото пиле семейството го защитава.

## Популярни изрази
В българския език е разпространен изразът „Чавка ми е изпила ума (акъла)“, т.е. „Съвсем съм оглупял“, а също така и подигравателния въпрос „Да не ти е изпила чавка акъла?“ като евфемизъм за „Много си глупав“ или „Обезумя ли?“.
Някои хора наричат с думата „чавка“ отметката, която се поставя пред позиция в неномерирани списъци.